# TNA One Night Only (2015)
TNA One Night Only (2015) es una serie de eventos de lucha libre profesional organizados por Total Nonstop Action (TNA) en 2016.

## Turning Point
One Night Only: Turning Point fue un evento de Pay-per-view (PPV) de lucha libre profesional producido por Total Nonstop Action Wrestling (TNA). El programa fue grabado el 5 de septiembre de 2014 en el John Paul Jones Arena en Charlottesville, Virginia y se transmitió por PPV el 9 de enero de 2015.
| N.º | Resultados                                                         | Estipulación         | !Tiempo |
| --- | ------------------------------------------------------------------ | -------------------- | ------- |
| 1   | Samoa Joe venció a Kenny King                                      | Singles Match        | 07:55   |
| 2   | Gail Kim venció a Madison Rayne y Angelina Love                    | Three-way match      | 08:47   |
| 3   | The Great Sanada venció a Austin Aries                             | Singles Match        | 16:05   |
| 3   | Gunner y Mr. Anderson vencieron a Ethan Carter III y Rockstar Spud | Tag Team Match       | 11:30   |
| 3   | Eric Young venció a Magnus                                         | Singles Match        | 11:40   |
| 3   | Bram venció a Abyss                                                | Monster's Ball match | 11:01   |
| 3   | Bobby Roode venció a James Storm                                   | Singles Match        | 11:50   |
| 8   | Jeff Hardy venció a MVP                                            | Singles Match        | 16:14   |

## Rivals
One Night Only: Rivals fue un evento de lucha libre profesional de pago por visión (PPV) producido por Total Nonstop Action Wrestling (TNA), donde TNA realizó una serie de combates con varios luchadores de TNA renovando sus acaloradas disputas del pasado de TNA. El programa fue grabado el 6 de septiembre de 2014 en el Royal Palace Theatre en Roanoke Rapids, Carolina del Norte, y se emitió en PPV el 6 de febrero de 2015.